# Acqua tonica

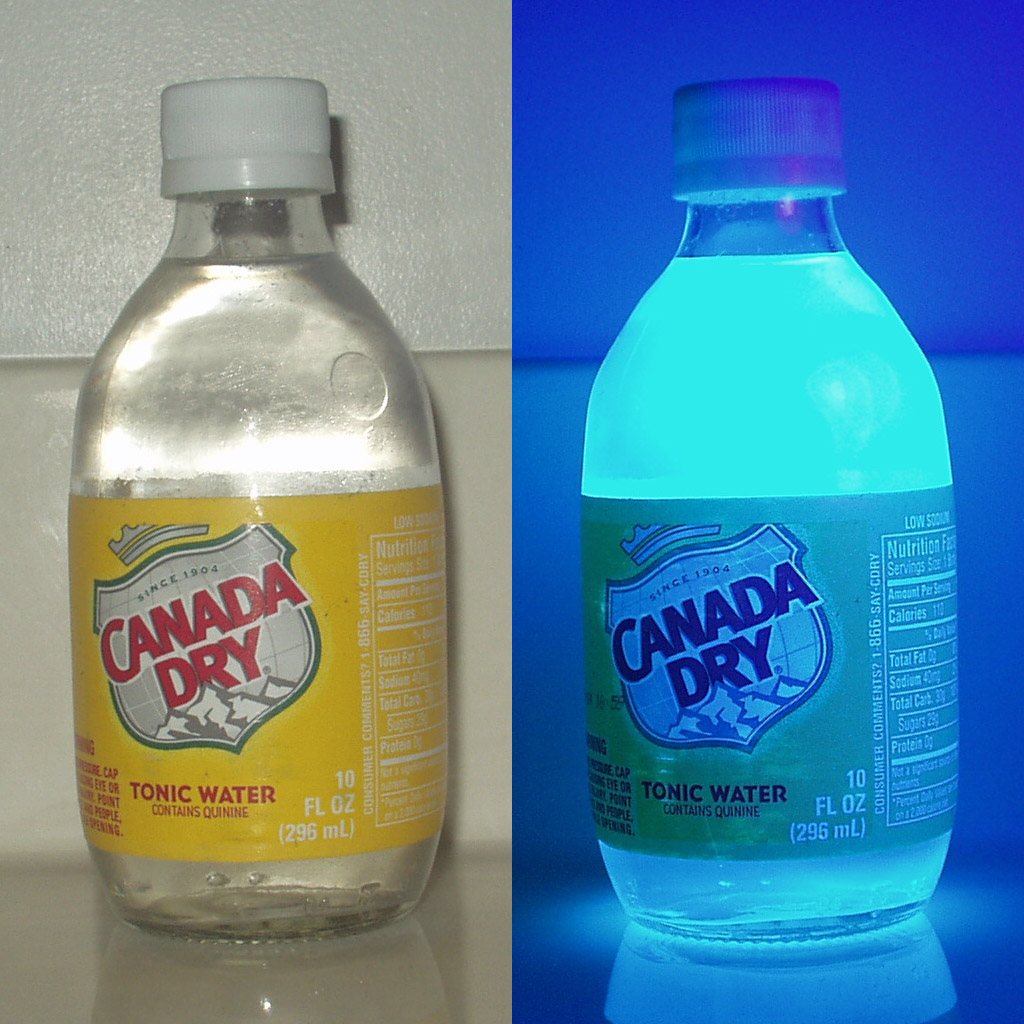
L'acqua tonica, a causa del contenuto di chinino, risulta fluorescente quando viene esposta ai raggi ultravioletti

L'acqua tonica è una bibita analcolica composta da acqua addizionata ad anidride carbonica, zucchero e aromi naturali, tra cui prevale il chinino (in dosi molto inferiori a quelle terapeutiche), che le dona il tipico gusto amarognolo. Originalmente utilizzata come profilassi contro la malaria, oggi l'acqua tonica è solitamente consumata con significative minori quantità di chinino come bibita o mescolata con altre bevande e alcolici, come nel gin tonic.

## Storia
Nel XVIII secolo, i coloni spagnoli usavano il chinino estratto dalla corteccia dagli alberi del genere Cinchona (meglio conosciuti come china), autoctoni delle Ande, per curare la malaria, dopo averne osservato l'utilizzo da parte degli indigeni di Peru, Bolivia ed Ecuador.
Nei primi anni dell'Ottocento, in India e nelle altre colonie tropicali dell'Impero britannico, il chinino iniziò ad essere raccomandato agli ufficiali e ai soldati dai medici dell'esercito per prevenire la malaria, consigliando di mischiarlo con acqua di soda e zucchero, per migliorare il sapore amaro derivato dalla corteccia di china, creando l'acqua tonica.
La prima acqua tonica distribuita commercialmente venne prodotta nel 1858, brevettata dal proprietario della Pitt & Co., Erasmus Bond. Anche il gin tonic nacque nel Raj britannico, quando gli inglesi mischiarono gin e altri ingredienti per rendere la medicina più gradevole al palato: i soldati di stanza in India infatti ricevevano già razioni di gin, rendendo facile la creazione del cocktail. Il primo riscontro effettivo di gin tonic nella stampa è nel 1868, su un numero dell'Oriental Sporting Magazine, dove veniva descritto come un cocktail rinfrescante per gli spettatori delle corse dei cavalli, quindi già non più come medicinale.

## Contenuto di chinino

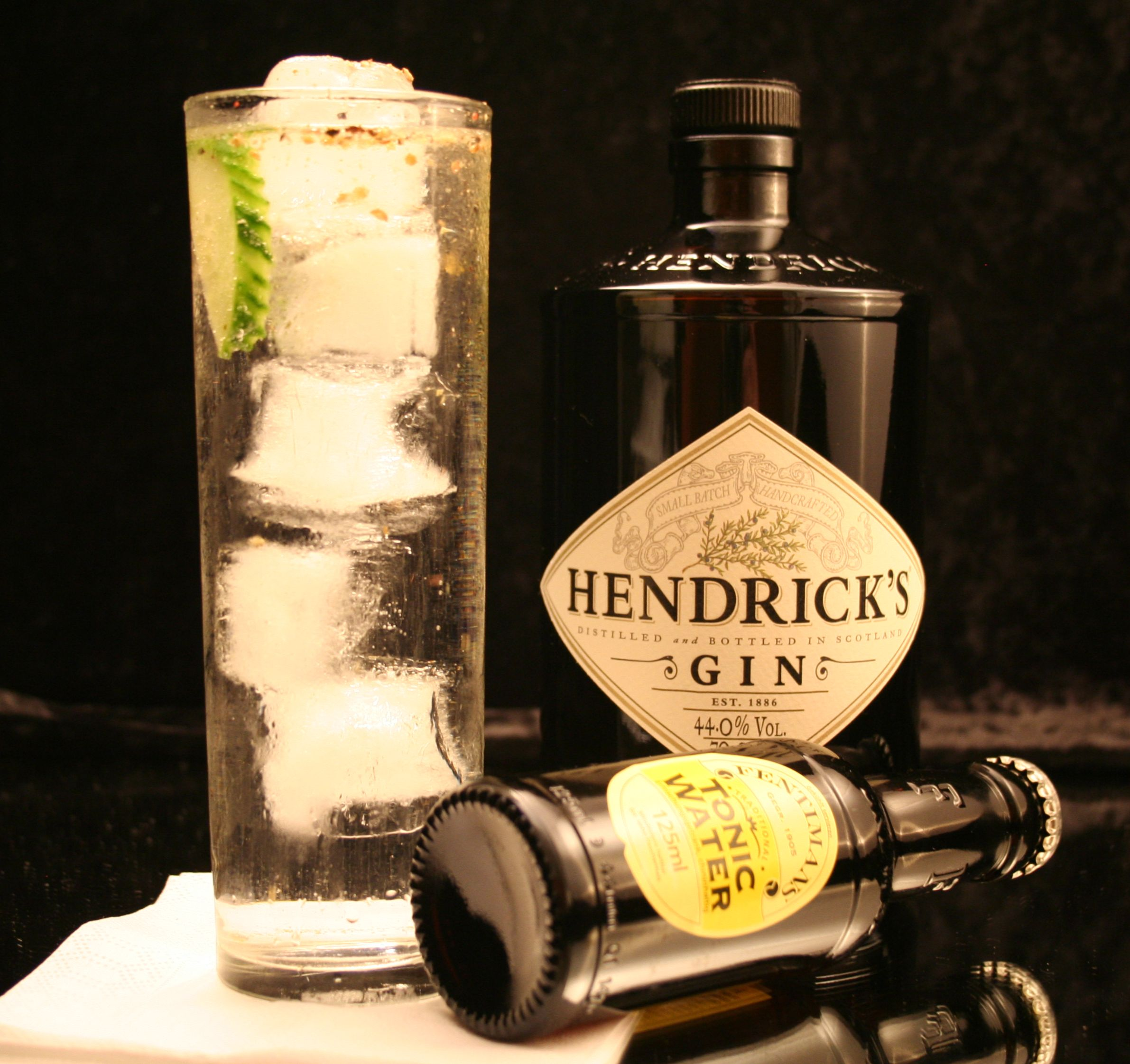
Gin tonic con Hendrick's Gin and Fentimans Tonic Water

L'acqua tonica medicinale conteneva originariamente solo acqua gassata e una grande quantità di chinino, mentre quelle moderne ne contengono una minima ma non insignificante parte; spesso sono arricchite con aroma di limone, rendendole quindi meno amare. Vengono poi addolcite, di solito con sciroppo di glucosio, zucchero o aspartame.
Negli Stati Uniti d'America, la Food and Drug Administration (FDA) limita la quantità di chinino nell'acqua tonica a 83ppm (cioè 83mg per litro), mentre la dose giornaliera terapeutica di chinino è di circa 500–1000mg, o 10mg per chilogrammo corporeo ogni otto ore per avere effetti anti-malarici. Fino a circa il 2010, il chinino veniva raccomandato per i crampi articolari, anche se alcuni studi hanno sottolineato come si debbano dosare attentamente le quantitià assunte per questa cura. A causa dei rischi del chinino, la FDA mette in guardia i consumatori dall'uso "off-label" dei medicinali contenenti chinino per il trattamento dei crampi articolari.

## Uso

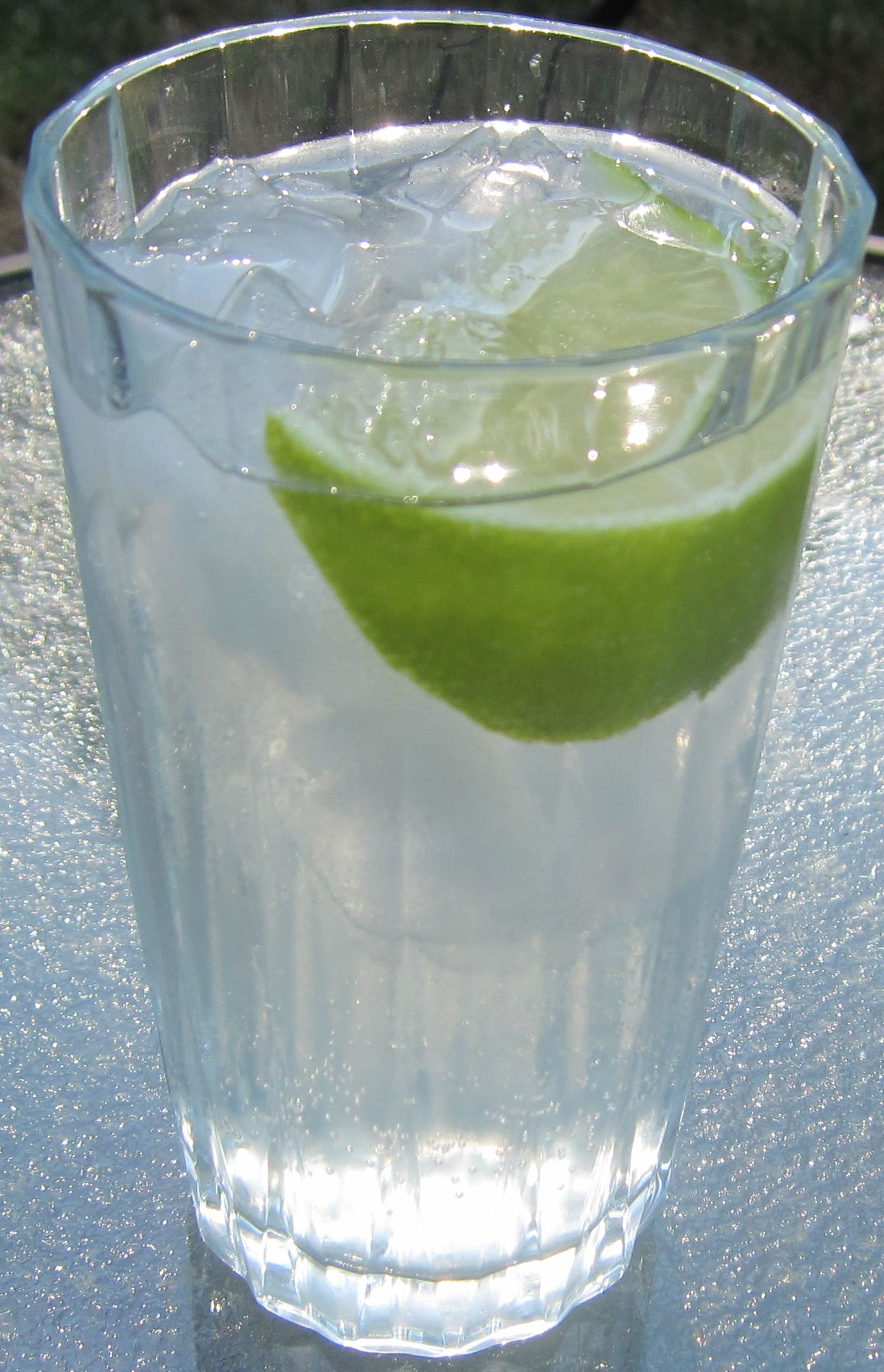
Un cocktail composto da tequila e tonica

L'acqua tonica è spesso usata mischiata con alcolici per creare cocktail, specialmente gin tonic, jager tonic o vodka tonic, a cui spesso viene anche aggiunto succo di limone o limetta. È popolare per il suo chiaro sapore amaro ma anche per l'abbinamento perfetto con sapori dolci. Può essere mescolata anche con il caffè, soprattutto per preparare l'espresso and tonic, creato ad Helsingborg, in Svezia, al bar Koppi Roasters dopo che alla festa dello staff party si mischiò acqua tonica, sciroppo e caffè espresso (dal 2007, questo cocktail ha conosciuto una crescente popolarità in Scandinavia, Europa e Stati Uniti).

## Effetti nocivi

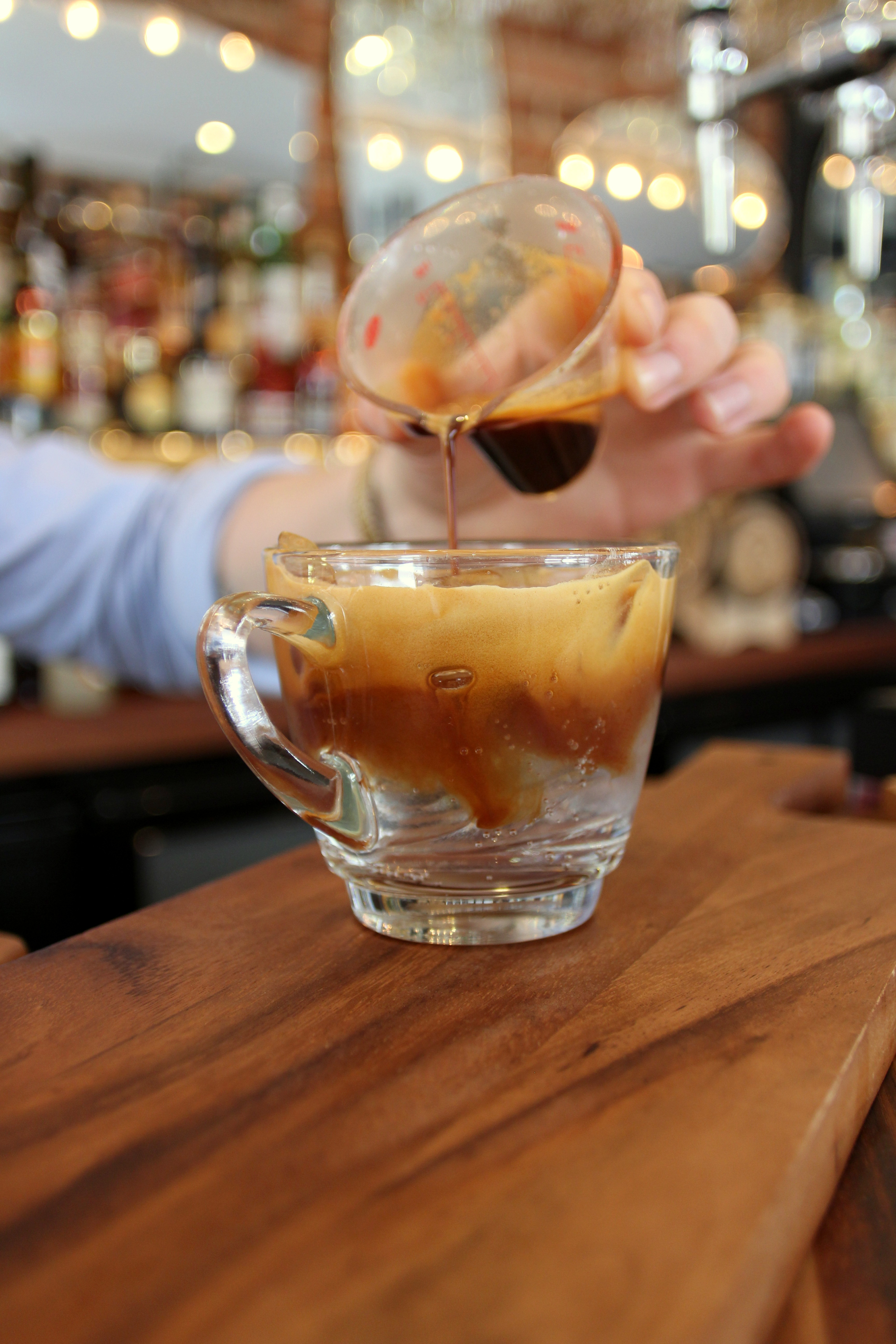
Una bibita di caffè espresso e acqua tonica

L'acqua tonica può causare Eritema fisso, tipico delle reazioni da farmaci e droghe, a causa del contenuto di chinino. Molte pubblicazioni scientifiche riportano anche che l'assunzione costante e smoderata di acqua tonica può causare eritemi che, se gravi, possono portare alla Sindrome di Stevens-Johnson Gli eritemi si sono verificati anche in pazienti che assumevano acqua tonica attraverso gin tonic: alcuni sintomi rilevati includono macchie pigmentate, febbri molto elevate o epidermolisi bollosa distrofica.

## Fluorescenza
Una caratteristica dell'acqua tonica è che, se esposta a raggi ultravioletti, questa risulta fluorescente. Ciò è dovuto alla presenza di chinino. Le molecole di chinino rilasciano energia sotto forma di luce al posto di calore, più comune. Questo stato non è stabile e le molecole, cessata la sollecitazione, ritorneranno allo stato base, smettendo di brillare.